# Edicto pretorio
El edicto era la forma de pronunciamiento de los magistrados romanos (magistratus populi romani) en cuestiones relativas a su competencia y constituye una de las principales fuentes del derecho romano. Los principales emisores de edictos eran los pretores, magistrados encargados de la administración de justicia, que eran dos: el pretor urbano encargado de los asuntos entre ciudadanos romanos y el pretor peregrino, creado en el año 242 a. C. para dirimir los asuntos entre los ciudadanos romanos y los peregrinos o extranjeros, o bien asuntos entre los propios peregrinos o extranjeros en suelo romano.
Los magistrados emitían el edicto (asesorados por un jurista) al comienzo de su mandato de 1 año a modo de programa que había de regir el mismo y lo hacían público mediante su escritura en una tabla que se exponía a la vista de los ciudadanos.
El edicto del pretor se dividía en cuatro partes:
- Edictum Traslaticium : Era la parte o las normas programáticas y de carácter jurídico conservadas del edicto precedente del anterior pretor.
- Edictum novum o pars nova: Consistía en la parte nueva o las normas programáticas y de carácter jurídico que añadía como nuevas el pretor que confeccionaba el edicto.
- Edictum perpetum: Era el edicto definitivo y terminado que estaba formado por las dos partes anteriores u al que se tenía que acoger el pretor durante el año que duraba su cargo.
- Edictum repentina: El edicto perpetuo podía ser completado posteriormente por decisiones secundarias relativas a detalles imprevistos y adoptadas durante el ejercicio anual que duraba el cargo del pretor.

El edicto constaba de 3 partes:
- Parte introductiva: donde asegura la obediencia de los ciudadanos
- Parte central: consta de modificaciones del pretor y las partes de edictos anteriores
- Vasto o apéndice

Por orden del emperador Adriano (el que hizo aprobar, este edicto por un senado consulto), el jurista Salvio Juliano dio al edicto una estructura estable y permanente a la que se atuvieron desde entonces todos los magistrados. El edicto redactado por Juliano se conoce como Edictum Perpetuum, el cual solo podía ser modificado por el príncipe (emperador).
- Datos: Q2407439